# Martres
Martres település Franciaországban, Gironde megyében. Lakosainak száma 99 fő (2022. január 1.). Martres Frontenac, Coirac, Baigneaux, Daubèze, Montignac és Porte-de-Benauge községekkel határos.

## Népesség
A település népességének változása:
| Lakosok száma | 114  | 84   | 92   | 124  | 122  | 116  | 113  | 106  | 103  | 99   |
|               | 1968 | 1982 | 1990 | 2006 | 2013 | 2015 | 2017 | 2019 | 2020 | 2022 |